# Glenea salwattyana
Glenea salwattyana är en skalbaggsart som beskrevs av Stefan von Breuning 1966. Glenea salwattyana ingår i släktet Glenea och familjen långhorningar.
Artens utbredningsområde är Irian Jaya. Inga underarter finns listade i Catalogue of Life.